# George Washington Carver
George Washington Carver (n. ianuarie 1864, lângă Diamond Grove, Missouri, SUA - d. 5 ianuarie 1943, Tuskegee. Alabama) a fost un botanist, chimist și agronom american.

## Viața
Născut sclav, Carver a trăit până la  vârsta de 10-12 ani pe plantația primului său stăpân, după care a lucrat ca servitor pe la diferite case. A terminat liceul după vârsta de 20 de ani, apoi a obținut diplomele de licență și masterat la Colegiul Agricol de Stat din Iowa.
În 1896 i s-a alăturat lui Booker T. Washington la Institutul Tuskegee (actuala Universitate Tuskegee) din Alabama, unde a devenit directorul departamentului de cerecetare agricolă. La scurt timp, a început să promoveze cultivarea de aluni și soia, legume despre care știa că aveau să ajute la refertilizarea solului din sudul SUA, sol care fusese secătuit de culturile de bumbac. Pentru ca aceste culturi să devină profitabile, a plantat intens cartof-dulce și aluni (care pe vremea aceea nici măcar nu erau recunoscute drept culturi).În cele din urmă a reușit să obțină 118 produse derivate din cartoful dulce și 300 din alune..Cel mai important fiind untul de arahide .
Eforturile sale au contribuit la eliberarea Sudului de dependența față de bumbac. În anul 1940 erau pe locul al doilea în topul recoltelor din Sud destinate vânzării. În timpul celui de--Al Doilea Război Mondial a testat 500 de coloranți pentru a-i înlocui pe cei europeni, la care accesul fusese blocat pentru o perioadă.
În ciuda recunoașterii internaționale și a numărului mare de oferte de muncă, a rămas la Tuskegee până la sfârșitul vieții, donându-și averea pentru înființarea Fundației de Cercetări Carver.